# 瑟勒希·伊姆赖
瑟勒希·伊姆赖（匈牙利語：Szöllősi Imre，1941年2月19日—2022年12月27日），匈牙利男子皮划艇运动员。他曾代表匈牙利参加1960年、1964年和1968年夏季奥林匹克运动会皮划艇比赛，共获得二枚银牌和一枚铜牌。